# Боннівіль № 87
Боннівіль № 87 (англ. Bonnyville No. 87) — муніципальний район в Канаді, у провінції Альберта.

## Населення
За даними перепису 2016 року, муніципальний район нараховував 13575 жителів, показавши зростання на 21,3%, порівняно з 2011-м роком. Середня густина населення становила 2,2 осіб/км².
З офіційних мов обидвома одночасно володіли 1 670 жителів, тільки англійською — 11 775, тільки французькою — 5, а 10 — жодною з них. Усього 720 осіб вважали рідною мовою не одну з офіційних, з них 170 — одну з корінних мов, а 180 — українську.
Працездатне населення становило 72,4% усього населення, рівень безробіття — 11,2% (12,3% серед чоловіків та 9,8% серед жінок). 80,1% були найманими працівниками, 18,5% — самозайнятими.
Середній дохід на особу становив $68 476 (медіана $47 019), при цьому для чоловіків — $93 215, а для жінок $42 547 (медіани — $67 584 та $33 573 відповідно).
26,8% мешканців мали закінчену шкільну освіту, не мали закінченої шкільної освіти — 22,3%, 50,8% мали післяшкільну освіту, з яких 14,8% мали диплом бакалавра, або вищий, 20 осіб мали вчений ступінь.
| Статево-вікова структура населення | Статево-вікова структура населення | Статево-вікова структура населення | Статево-вікова структура населення | Статево-вікова структура населення |
| ---------------------------------- | ---------------------------------- | ---------------------------------- | ---------------------------------- | ---------------------------------- |
|                                    |                                    |                                    |                                    |                                    |
| Всього                             | Всього                             | 51,1%48,9%                         |                                    |                                    |
| 0 — 14 років                       | 0 — 14 років                       |                                    | 22,3%                              | 22,3%                              |
| 15 — 64 років                      | 15 — 64 років                      |                                    | 65,8%                              | 65,8%                              |
| 65 і більше                        | 65 і більше                        |                                    | 11,9%                              | 11,9%                              |
| 85 і більше                        | 85 і більше                        |                                    | 1,2%                               | 1,2%                               |
| Середній вік (років)               | Середній вік (років)               | 37,337,5                           | 37,4                               | 37,4                               |
| Медіана (років)                    | Медіана (років)                    | 37,637,3                           | 37,5                               | 37,5                               |
| — чоловіки — жінки                 |                                    |                                    |                                    |                                    |

| Походження мешканців:     | Походження мешканців:     | Походження мешканців: | Походження мешканців: | Походження мешканців: |
| ------------------------- | ------------------------- | --------------------- | --------------------- | --------------------- |
| Походження                |                           |                       | осіб                  | %                     |
| Корінні американці        | Корінні американці        |                       | 2 240                 | 16.74%                |
| Інше північноамериканське | Інше північноамериканське |                       | 4 460                 | 33.33%                |
| Європейське               | Європейське               |                       | 10 095                | 75.45%                |
| британське                | британське                |                       | 5 950                 | 44.47%                |
| французьке                | французьке                |                       | 3 160                 | 23.62%                |
| українське                | українське                |                       | 2 400                 | 17.94%                |
| Карибське                 | Карибське                 |                       | 40                    | 0.3%                  |
| Латинськоамериканське     | Латинськоамериканське     |                       | 50                    | 0.37%                 |
| Африканське               | Африканське               |                       | 35                    | 0.26%                 |
| Азійське                  | Азійське                  |                       | 160                   | 1.2%                  |
| Океанійське               | Океанійське               |                       | 40                    | 0.3%                  |

| Зайнятість населення за галузями (за класифікацією NOC): | Зайнятість населення за галузями (за класифікацією NOC): | Зайнятість населення за галузями (за класифікацією NOC): | Зайнятість населення за галузями (за класифікацією NOC): | Зайнятість населення за галузями (за класифікацією NOC): |
| -------------------------------------------------------- | -------------------------------------------------------- | -------------------------------------------------------- | -------------------------------------------------------- | -------------------------------------------------------- |
|                                                          |                                                          |                                                          |                                                          |                                                          |
| Управління                                               | Управління                                               |                                                          | 13,7%                                                    | 13,7%                                                    |
| Бізнес, фінанси та адміністрування                       | Бізнес, фінанси та адміністрування                       |                                                          | 14,9%                                                    | 14,9%                                                    |
| Природничі та прикладні науки                            | Природничі та прикладні науки                            |                                                          | 4,3%                                                     | 4,3%                                                     |
| Охорона здоров'я                                         | Охорона здоров'я                                         |                                                          | 4,6%                                                     | 4,6%                                                     |
| Освіта, правозахист, муніципальні та урядові служби      | Освіта, правозахист, муніципальні та урядові служби      |                                                          | 7,6%                                                     | 7,6%                                                     |
| Мистецтво, культура, відпочинок та спорт                 | Мистецтво, культура, відпочинок та спорт                 |                                                          | 1%                                                       | 1%                                                       |
| Роздрібна торгівля та послуги                            | Роздрібна торгівля та послуги                            |                                                          | 14,6%                                                    | 14,6%                                                    |
| Гуртова торгівля, транспорт та обладнання                | Гуртова торгівля, транспорт та обладнання                |                                                          | 25,1%                                                    | 25,1%                                                    |
| Природні ресурси, сільське господарство                  | Природні ресурси, сільське господарство                  |                                                          | 8,5%                                                     | 8,5%                                                     |
| Виробництво                                              | Виробництво                                              |                                                          | 5,8%                                                     | 5,8%                                                     |

## Населені пункти
До складу муніципального району входять місто Колд-Лейк (Альберта), містечко Боннівілль, село Глендон, літні села Боннівіль-Біч, Пелікан-Нерровс, індіанські резервації Колд-Лейк 149, Кегевін 123, Колд-Лейк 149A, Колд-Лейк 149B, а також хутори, інші малі населені пункти та розосереджені поселення.

## Клімат
Середня річна температура становить 1,5°C, середня максимальна – 21,3°C, а середня мінімальна – -23,3°C. Середня річна кількість опадів – 428 мм.
| Клімат поселення                              | Клімат поселення | Клімат поселення | Клімат поселення | Клімат поселення | Клімат поселення | Клімат поселення | Клімат поселення | Клімат поселення | Клімат поселення | Клімат поселення | Клімат поселення | Клімат поселення | Клімат поселення |
| Показник                                      | Січ.             | Лют.             | Бер.             | Квіт.            | Трав.            | Черв.            | Лип.             | Серп.            | Вер.             | Жовт.            | Лист.            | Груд.            |                  |
| Середній максимум, °C                         | −10,16           | −6,04            | 0,12             | 10,12            | 16,91            | 21,30            | 21,32            | 20,30            | 14,52            | 8,43             | −2,21            | −10,4            |                  |
| Середня температура, °C                       | −16,74           | −12,61           | −6,42            | 3,52             | 10,32            | 14,74            | 16,82            | 15,80            | 10,01            | 3,92             | −6,7             | −14,9            |                  |
| Середній мінімум, °C                          | −23,32           | −19,2            | −13              | −3,03            | 3,75             | 8,15             | 12,33            | 11,29            | 5,51             | −0,59            | −11,21           | −19,4            |                  |
| Норма опадів, мм                              | 19               | 14               | 19               | 25               | 42               | 68               | 81               | 64               | 40               | 17               | 20               | 19               |                  |
| Середньомісячна швидкість вітру, м/с          | 3.60             | 3.70             | 3.80             | 4.10             | 4.00             | 3.66             | 3.40             | 3.30             | 3.60             | 3.90             | 3.90             | 3.80             |                  |
| Середньомісячна сонячна радіація, кДж/м²·день | 3285             | 6793             | 12155            | 17276            | 20936            | 22328            | 22084            | 18218            | 12247            | 7134             | 3551             | 2309             |                  |
| --------------------------------------------- | ---------------- | ---------------- | ---------------- | ---------------- | ---------------- | ---------------- | ---------------- | ---------------- | ---------------- | ---------------- | ---------------- | ---------------- | ---------------- |
| Джерело:                                      |                  |                  |                  |                  |                  |                  |                  |                  |                  |                  |                  |                  |                  |